# Kilasu Ostermeyer
Kilasu Ostermeyer (Thai: กิลาซู โอสเตอร์ไมเยอร์; * 5. März 1997) ist eine thailändisch-deutsche Badmintonspielerin.

## Karriere
Kilasu Ostermeyer belegte beim Smiling Fish 2013 Rang drei im Damendoppel. 2013 startete sie auch bei den Badminton-Juniorenweltmeisterschaften. Des Weiteren stand sie im Hauptfeld der Macau Open 2013, der Vietnam Open 2013, der India Super Series 2014, des India Open Grand Prix Gold 2014 und des Malaysia Open Grand Prix Gold 2014. Bei den Juniorenweltmeisterschaften 2015 gewann sie mit der thailändischen Nationalmannschaft, mit der Ostermeyer bis 2015 spielte, Bronze. Ab 2016 trat sie in der Bundesliga für den TSV Trittau an. Im August 2018 begann Ostermeyer am Olympiastützpunkt in Saarbrücken zu trainieren und wurde Anfang 2019 in den Perspektivkader der deutschen Nationalmannschaft aufgenommen. Mit Beginn der Bundesligasaison 2019/20 wurde sie beim TV Refrath unter Vertrag genommen. Bei den Deutschen Meisterschaften 2020 gewann Ostermeyer mit Jones Ralfy Jansen im Mixed die Goldmedaille und Silber mit Franziska Volkmann.

## Sportliche Erfolge
| Jahr | Veranstaltung                    | Platz | Disziplin   |
| ---- | -------------------------------- | ----- | ----------- |
| 2013 | Smiling Fish 2013                | 3.    | Damendoppel |
| 2014 | Smiling Fish 2014                | 3.    | Damendoppel |
| 2014 | Smiling Fish 2014                | 3.    | Mixed       |
| 2014 | Sri Lanka International 2014     | 1.    | Damendoppel |
| 2014 | Syed Modi International 2014     | 3.    | Damendoppel |
| 2015 | Juniorenweltmeisterschaften 2015 | 3.    | Team        |
| 2015 | Russian Juniors 2015             | 1.    | Damendoppel |
| 2015 | Sri Lanka International 2015     | 3.    | Damendoppel |
| 2017 | Deutsche Meisterschaften 2017    | 3.    | Mixed       |
| 2017 | Orléans International 2017       | 3.    | Damendoppel |
| 2018 | Deutsche Meisterschaften 2018    | 2.    | Mixed       |
| 2019 | Polish Open 2019                 | 3.    | Mixed       |
| 2020 | Deutsche Meisterschaften 2020    | 2.    | Damendoppel |
| 2020 | Deutsche Meisterschaften 2020    | 1.    | Mixed       |